# Bitwa morska pod Genuą
Bitwa morska pod Genuą – starcie flotylli hiszpańskiej i francuskiej 1 września 1638, zakończone hiszpańską porażką.
We wrześniu 1638 r. doszło w pobliżu Genui do spotkania hiszpańsko-neapolitańskiej eskadry 15 galer dowodzonej przez admirała Rodrigo Gutierrez de Velasco z francuską eskadrą admirała François de Vignerot de Pont-Courlay (także 15 galer). Dzięki sprawnym manewrom Francuzi odnieśli zwycięstwo, tracąc 3 galery, podczas gdy ich przeciwnicy stracili 6 okrętów i admirała, który zginął w walce. Hiszpańska porażka była tym dotkliwsza, że dzięki zaokrętowanym oddziałom 3 tys. żołnierzy byli pewni zwycięstwa.